# Patrick Nyarko
Patrick Nyarko (Kumasi, 15 gennaio 1986) è un ex calciatore ghanese, di ruolo attaccante.